# 칼비차노
칼비차노(이탈리아어: Calvizzano)는 이탈리아 캄파니아주의 나폴리현 코무네다. 나폴리로부터 북서쪽으로 9km거리에 있다.